# یانوش‌هیدا
یانوش‌هیدا (به مجاری:  Jánoshida) یک منطقهٔ مسکونی در مجارستان است که در ناحیه یاس‌آپاتی واقع شده‌است. یانوش‌هیدا ۳۴٫۷۹ کیلومتر مربع مساحت و ۲٬۳۹۴ نفر جمعیت دارد.